# Cricotopus atriclavus
Cricotopus atriclavus är en tvåvingeart som först beskrevs av Jean-Jacques Kieffer 1923.  Cricotopus atriclavus ingår i släktet Cricotopus och familjen fjädermyggor. Inga underarter finns listade i Catalogue of Life.